# Apolinary Nosalski
Apolinary Nosalski (ur. 22 czerwca 1930 w Brudnie, zm. 14 kwietnia 2005 w Parczewie) – polski pisarz, działacz społeczny i pedagog.
Apolinary Nosalski był związany z Parczewem, gdzie mieszkał, tworzył i pracował jako nauczyciel. Był aktywnie zaangażowany w sprawy regionu, działał społecznie. Poza pracą zawodową był historykiem i pisarzem. Jako pierwszy spisał opowiadania i legendy z okolic Parczewa, które ukazały się w dwóch częściach pod wspólnym tytułem „Opowieści znad Piwonii” i „Opowieści znad Konotopy”. Pisał felietony historyczne do lokalnych dzienników „Życie Parczewa” i „Ziemia Parczewska”. Ponadto tworzył dla dzieci: ukazało się sześć zbiorów opowiadań dla dzieci i młodzieży. Jego wiersze były publikowane w prasie młodzieżowej, często w Płomyczku i Świerszczyku.

## Życiorys
Urodził się we wsi Brudno, w 1950 ukończył Liceum Ogólnokształcące w Milanowie. Następnie podjął pracę nauczyciela w Łukówcu koło Lubartowa, po trzech latach zmienił miejsce pracy na Wolę Skromowską, a następnie Tulniki. Od 1958 pracował w szkole podstawowej w Miłkowie. Pracując zawodowo, stale podnosił swoje kwalifikacje: w 1961 ukończył Państwowe Studium Nauczycielskie, otrzymując dyplom z filologii polskiej. W 1977 ukończył studium metodyczno-przedmiotowe języka polskiego.
Apolinary Nosalski jest patronem ulic w Parczewie i Szytkach. Co roku odbywa się w powiecie parczewskim regionalny konkurs literacki, którego jest patronem.

## Wybrana twórczość

### Zbiory wierszy dla dzieci
- Przydrożna jarzębina
- Księżycowe bajki
- Księżycowe litery
- Moja ojczyzna
- Tańczące rymy
- Wesołe wiersze
- Fiacik
- O dwunastu braciach
- List do lata
- Kalendarzowe historie

### Powieści
- Prawdę w oczy
- Przyjazd króla jegomości
- Słońce nad basztą
- Droga

### Opowiadania historyczne
- Z dziejów Parczewa
- Opowieści znad Piwonii
- Opowieści o rynku parczewskim
- Opowieści znad Konotopy
- Znad Piwonii i Konotopy

## Otrzymane odznaczenia
- Krzyż Kawalerski Orderu Odrodzenia Polski (1983),
- Złoty Krzyż Zasługi (1975),
- Odznaka Zasłużony Działacz Kultury (1978)
- Odznaka za zasługi dla Województwa Bialskopodlaskiego (1982).